# Снитковский, Семён Исаевич
Семён (Соломон) Исаевич Снитковский (9 августа 1933, Одесса, СССР — 4 апреля 1981, Москва, СССР) — советский музыкант (скрипач), лауреат ряда всесоюзных и международных конкурсов исполнителей. Заслуженный артист РСФСР (1975).

## Биография
Соломон Исаевич Снитковский родился 9 августа 1933 года в городе Одессе. В 1940 году он начал заниматься в знаменитой музыкальной школе имени П. С. Столярского, в классе скрипки. В первые дни Великой Отечественной войны был с матерью и младшим братом эвакуирован в Самарканд. Прерванное Отечественной войной образование он смог продолжить только в 1946 году, когда поступил в класс педагога-скрипача, впоследствии профессора Одесской консерватории В. З. Мордковича. Через три года, в 1949 году дал свой первый сольный концерт, в 1951 поступил в Одесскую консерваторию к тому же педагогу. В начале 50-х студент Снитковский стал солистом Одесской филармонии.
В 1956 стал солистом филармонии и преподавателем консерватории в г. Львове, куда его пригласили после выступления на показе лучших выпускников музыкальных вузов Украины.
В 1957 году поступил в аспирантуру Московской консерватории, в класс Давида Ойстраха. Почти одновременно стал там ассистентом Ойстраха, а спустя годы — доцентом и наконец профессором скрипичного класса.
В 1957 году — лауреат Всесоюзного конкурса, затем получил бронзовую медаль за участие во Всемирном фестивале молодежи и студентов в Москве, вскоре выступил на конкурсе молодых исполнителей в 1958 году в Бухаресте в рамках Международного Фестиваля имени румынского музыканта Дж. Энеску. Снитковский был удостоен первой премии вместе с румынским исполнителем Штефаном Рухой. Тогда же в специальном конкурсе на лучшее исполнение сложнейшей Третъей сонаты Энеску для скрипки и фортепиано Снитковский вместе с пианисткой О. Ступаковой завоевал вторую премию. Снитковский получил вторую премию на конкурсе скрипачей имени Королевы Елизаветы в Брюсселе (1963 г.).
С неменьшим[уточнить] увлечением играл Снитковский музыку классиков XX века; Стравинский, Шостакович, Прокофьев, Барток, Хиндемит, Бриттен, Вилла-Лобос — их новаторские произведения. Он обращался и к творчеству советских композиторов — А. Хачатуряна и Д. Кабалевского, М. Вайнберга и В. Салманова, и других, включая новейшие и даже специально для него написанные пьесы.
Снитковский выступал со многими крупнейшими оркестрами и дирижёрами, такими, как Натан Рахлин, Андре Клюитанс, Геннадий Рождественский, Карел Анчерл.
Профессор Московской консерватории, с 1976 года — также и профессор класса скрипки в Музыкальной академии имени Листа в Будапеште. Вёл мастер-классы и педагогические курсы в разных странах. 
Советская и зарубежная пресса восторженно оценивала исполнительское искусство Семена Исаевича Снитковского. 
Скончался в 47-летнем возрасте в 1981 году.
К 75-летию со дня рождения Семена Снитковского, в 2008 году, фирма «Мелодия» выпустила комплект CD с избранными записями скрипача призведний Баха, Паганини, Шумана, Шуберта, Листа, Бартока, Стравинского, К. Хачатуряна, Изаи, Дебюсси и др.